# Rheinbahn

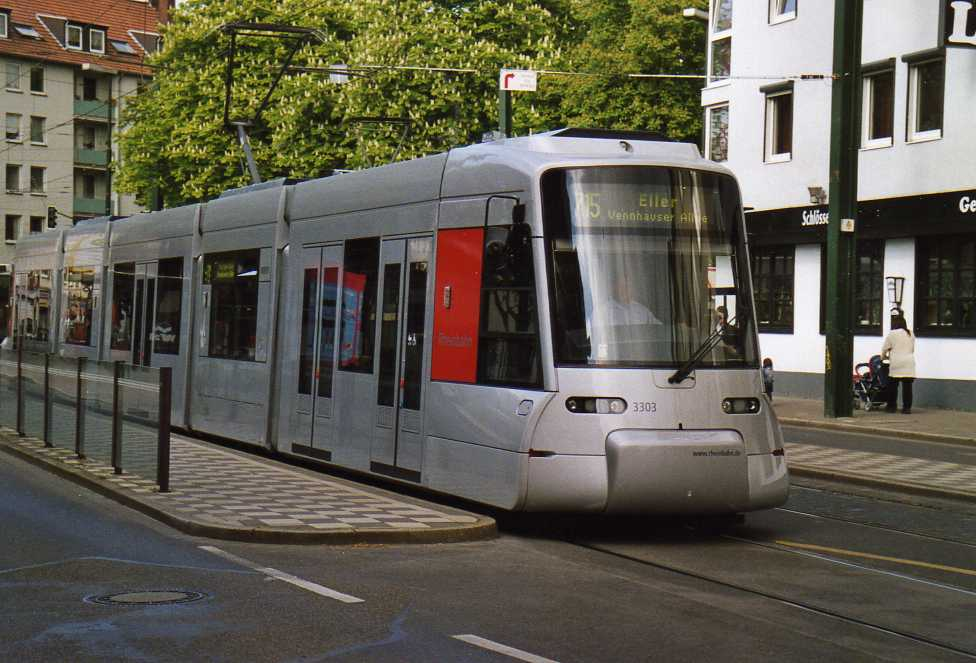
Siemens NF8U w Düsseldorfie

Rheinbahn AG (dawniej Rheinische Bahngesellschaft AG) – operator publicznego transportu zbiorowego działający w Düsseldorfie, Meerbusch i większej części Mettmann, jest członkiem Verkehrsverbund Rhein-Ruhr. Jego historia sięga 1896 roku. Sieć składa się z 7 linii Stadtbahn (szybki tramwaj biegnący w tunelach), 11 linii tramwajowych i 110 linii autobusowych. Długość sieci wynosi 342 km. Z usług przedsiębiorstwa korzysta 215 mln pasażerów rocznie. W 2005 roku przedsiębiorstwo przekształcono w spółkę akcyjną.
Rheinbahn zapewnia obsługę: , , 

## Stadtbahn
Stadtbahn wraz z S-Bahn stanowią szkielet transportowy Düsseldorfu. Wiele linii tramwajowych i autobusowych jest skorelowanych z trasą Stadtbahn. Stadtbahn zapewnia sprawną komunikację pomiędzy Düsseldorfem, a sąsiednimi miastami Neuss, Meerbusch, Krefeld, Ratingen i Duisburgiem. Stadtbahn została uruchomiona w 1988 roku i jest skomunikowana z siecią kolejową, dzięki czemu możliwa jest przesiadka do podmiejskiego pociągu. Obecnie Stadtbahn w regionie Düsseldorfu ma długość 68,5 km i obsługiwana jest przez 7 linii oznaczonych literą U, linia U79 jest obsługiwana we współpracy z przedsiębiorstwem Duisburger Verkehrsgesellschaft AG. Obecnie trwa rozbudowa o nową linię do Wehrhahn, mierzącą 3,4 km i biegnącą pod centrum miasta. Nowa linia łączy Wehrhahn z Düsseldorf-Bilk przez węzeł przesiadkowy Heinrich-Heine-Allee. Budowa rozpoczęła się w 2007 roku, jej otwarcie planowane jest na początek 2015 roku, specjalnie do obsługi tej linii zakupiono wagony Siemens NF8U. Obsługę Stadtbahn zapewniają wagony: DUEWAG B80 i Düwag GT8SU, a w przyszłości także: Siemens NF8U.

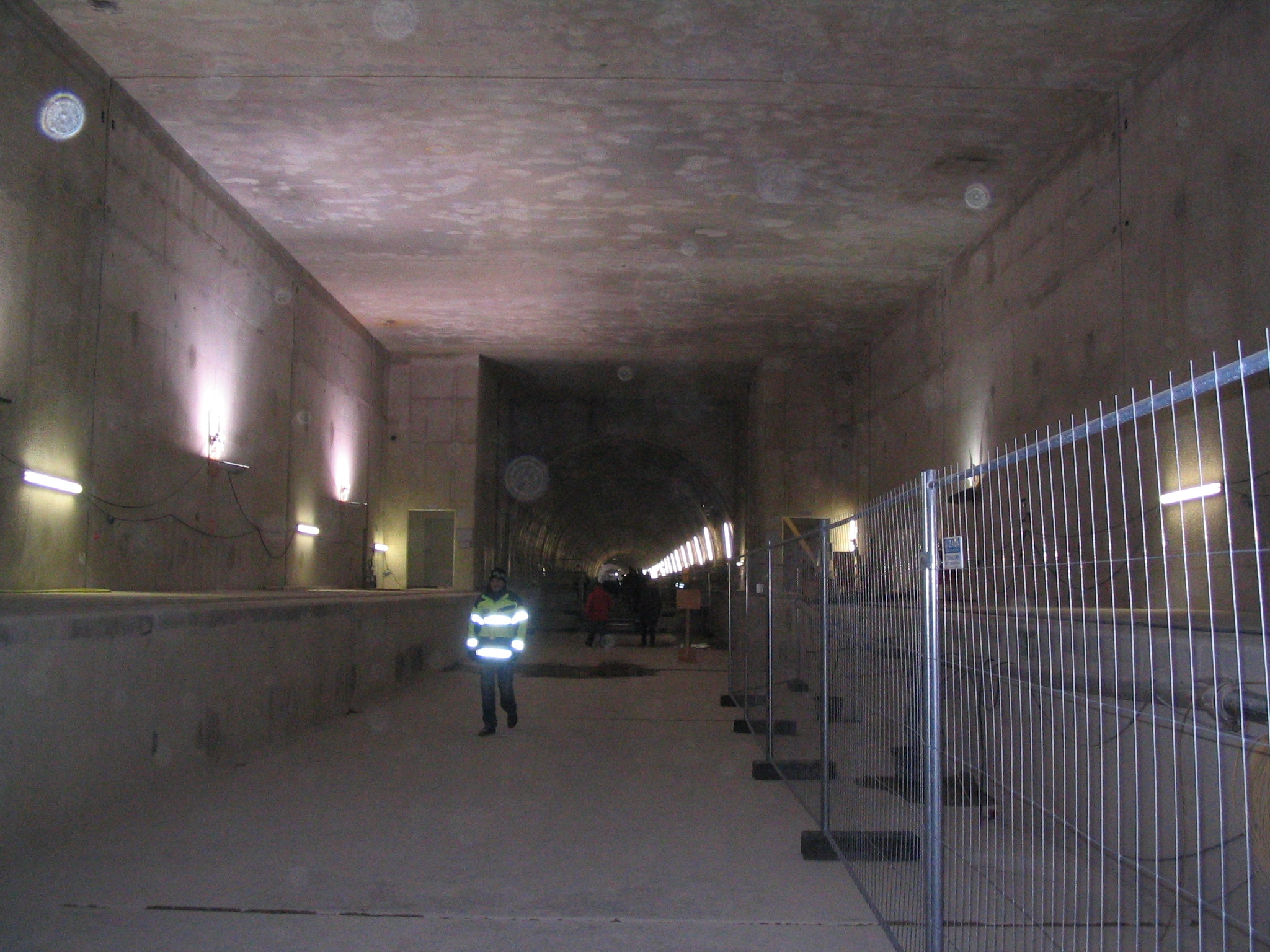
Budowa Wehrhahnlinie, stacja Graf-Adolf-Platz, grudzień 2012

Linie Stadtbahn:

stan na: 1 października 2013 r.
| Linia | Trasa | Takt: Pn-Pt/So/Nd        | Kursy w nocy |
| ----- | --- | ------------------------ | ------------ |
| U70   | Krefeld, Rheinstraße – Meerbusch – D-Lörick – Heinrich-Heine-Allee – Düsseldorf Hbf                                                             | (Linia szczytowa) 20/–/– | N            |
| U74   | Meerbusch-Görgesheide – Meerbusch-Hoterheide – D-Lörick – Heinrich-Heine-Allee – Düsseldorf Hbf – Oberbilk – Holthausen – D-Benrath Betriebshof | 10/30/30                 | T            |
| U75   | Neuss Hbf – D-Heerdt – Heinrich-Heine-Allee – Düsseldorf Hbf – D-Eller, Vennhauser Allee                                                        | 10/15/20                 | T            |
| U76   | Krefeld, Rheinstraße – Meerbusch – D-Lörick – Heinrich-Heine-Allee – Düsseldorf Hbf                                                             | 20/30/30                 | N            |
| U77   | D-Am Seestern – Oberkassel – Heinrich-Heine-Allee – Düsseldorf Hbf – Oberbilk – D-Holthausen                                                    | 20/30/–                  | N            |
| U78   | D-ESPRIT arena/Messe Nord – Heinrich-Heine-Allee – Düsseldorf Hbf                                                                               | 10/15/15                 | N            |
| U79   | Duisburg-Meiderich Bf – Duisburg Hbf – D-Kaiserswerth – Düsseldorf Hbf – Oberbilk – D-Universität Ost                                           | 10/15/15                 | T            |

## Tramwaje
Obecnie (stan na dzień: 17 grudnia 2012 r.) po Düsseldorfie kursuje 11 linii tramwajowych. Historia tramwajów w Düsseldorfie sięga 1876 roku, w którym to roku po raz pierwszy wyjechał tramwaj konny. Jednakże nie był on obsługiwany przez Rheinbahn, który to powstał dopiero w 1896 roku. Obecnie sieć tramwajowa liczy 84 km i jest obsługiwana przez wagony: Düwag GT8SU, Siemens NF8, Siemens NF8U i Siemens NF10.

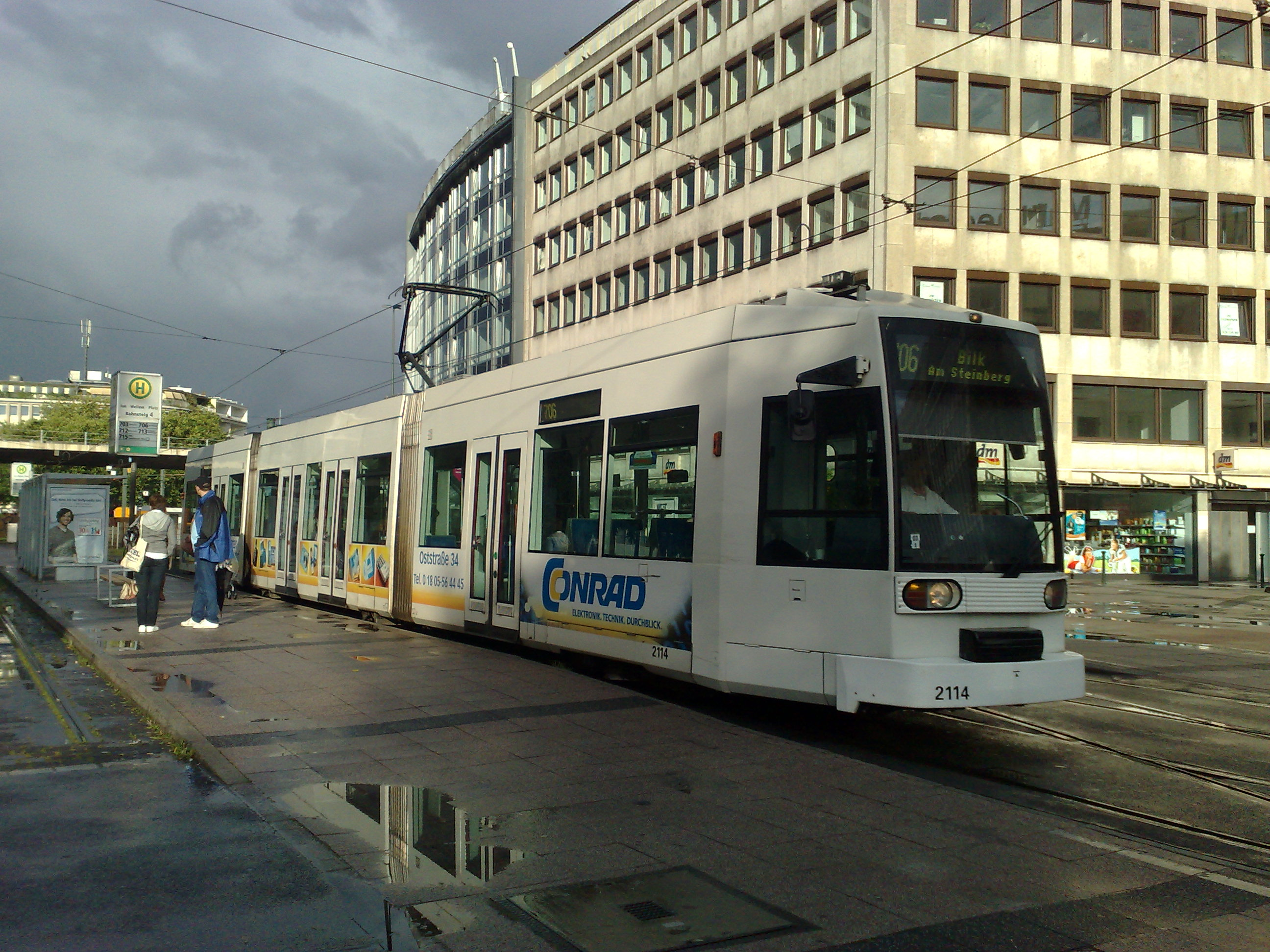
Siemens NF6 #2114 na przystanku Jan-Wellem-Platz

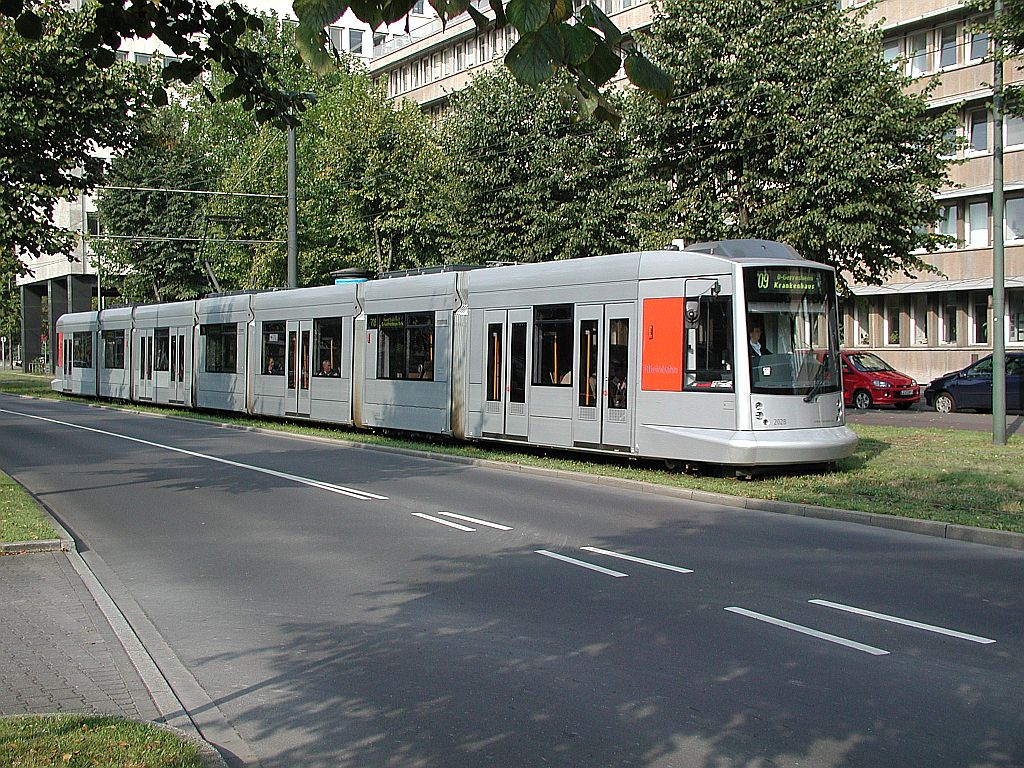
Siemens NF10 #2028 na przystanku Poststraße

Linie tramwajowe:

stan na: 1 października 2013 r.
| Linia | Trasa | Takt: Pn-Pt/So/Nd                                  |
| ----- | --- | -------------------------------------------------- |
| 701   | Rath – Mörsenbroich – Derendorf – Dreieck – Nordstraße – Jan-Wellem-Platz – Steinstraße/Königsallee – Berliner Allee – Corneliusstraße – Uni-Kliniken – Südpark – Wersten – Holthausen (– Benrath Btf )      | 10/10/15 (Holthausen – Benrath 20/20/30)           |
| 703   | Gerresheim – Grafenberg – Wehrhahn – Jacobistraße – Jan-Wellem-Platz – Heinrich-Heine-Allee /Altstadt – Graf-Adolf-Platz – Kirchfeldstraße                                                                   | 10/15/15                                           |
| 704   | Derendorf-Nord – Pempelfort – Hauptbahnhof – Berliner Allee – Graf-Adolf-Platz – Landtag/Stadttor – Südfriedhof (– Neuss, Stadthalle/Museum)                                                                 | 10/15/15 (kurs do Neuss tylko w godzinach szczytu) |
| 706   | Bilk, Am Steinberg – Oberbilker Markt/Warschauer Straße – Flingern – Düsseltal, Brehmplatz – Pempelfort – Jan-Wellem-Platz – Heinrich-Heine-Allee /Altstadt – Graf-Adolf-Platz – Bilk – Am Steinberg         | 10/15/15 (Wakacje 12-15/15/15)                     |
| 707   | Unterrath – Derendorf – Dreieck – Pempelfort – Jacobistraße – Oststraße – Hauptbahnhof – Bilk – Uni-Kliniken – Südpark – Universität-Ost/Botanischer Garten                                                  | 10/10/15                                           |
| 708   | Mörsenbroich, Heinrichstraße – Düsseltal, Brehmplatz – Flingern – Hauptbahnhof – Bilk – Hamm | 10-12/15/15 (Wakacje 15/15/15)                     |
| 709   | (Szpital Gerresheim) – Grafenberg – Staufenplatz – Flingern – Hauptbahnhof – Berliner Allee – Graf-Adolf-Platz – Landtag/Stadttor – Südfriedhof – Neuss, Stadthalle/Museum – Neuss Hbf – Theodor-Heuss-Platz | 10/10/15 (Gerresheim – Grafenberg 20/30/30)        |
| 712   | Ratingen Mitte – Oberrath – Grafenberg – Wehrhahn – Jacobistraße – Jan-Wellem-Platz – Heinrich-Heine-Allee /Altstadt – Graf-Adolf-Platz – Kirchplatz – Bilk – Volmerswerth                                   | 10/15/15                                           |
| 713   | (Szpital Gerresheim) – Grafenberg – Wehrhahn – Jacobistraße – Jan-Wellem-Platz – Heinrich-Heine-Allee /Altstadt – Graf-Adolf-Platz – Kirchplatz – Bilk – Uni-Kliniken – Christophstraße, Schleife            | 20/30/60                                           |
| 715   | (Unterrath –) Derendorf, Spichernplatz – Dreieck – Nordstraße – Jan-Wellem-Platz – Steinstraße – Berliner Allee – Graf-Adolf-Platz – Oberbilk – Eller , Vennhauser Allee                                     | 10/15/15 (Unterrath – Spichernplatz 20/–/–)        |
| 719   | Grafenberg – Flingern – Hauptbahnhof – Berliner Allee – Graf-Adolf-Platz – Landtag – Polizeipräsidium | Linia szczytowa 10/–/–                             |

## Autobusy
Firma obsługuje także 110 linii autobusowych (część wraz z innymi firmami transportowymi), 80 linii dziennych i 30 linii dodatkowych i nocnych.

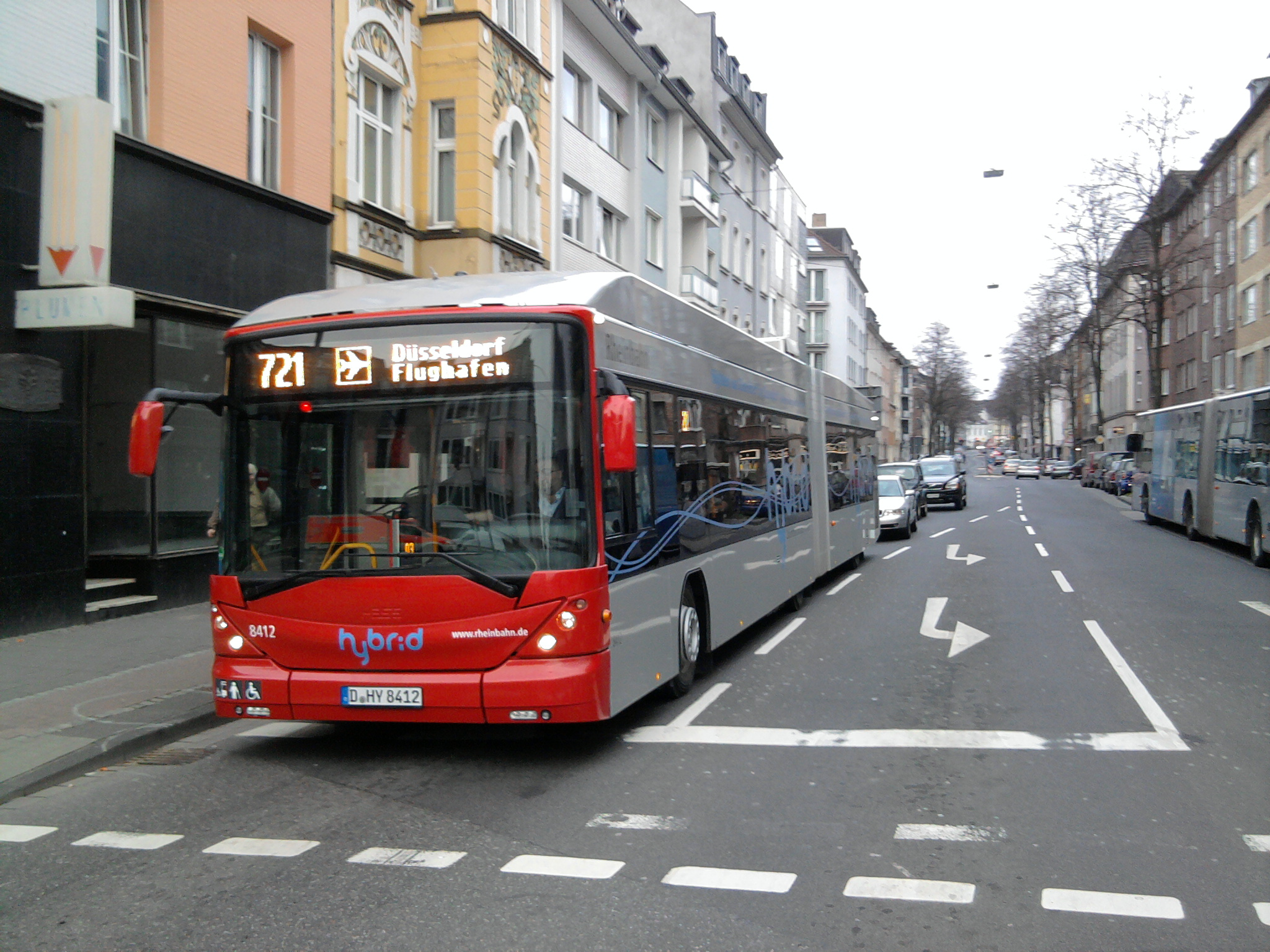
Hess Swiss Hybrid BGH-N2C #8412

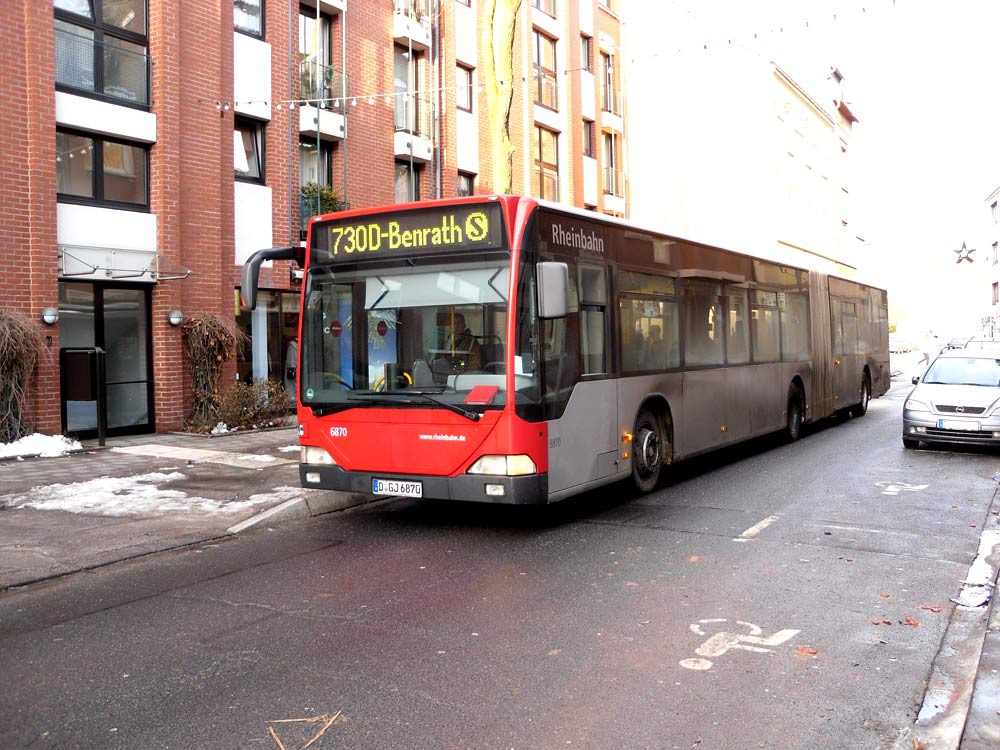
Mercedes-Benz O530G #6870

Linie autobusowe:

stan na: 1 października 2013 r.
| Linie | Przebieg | Uwagi                                                                         | Takt: Pn-Pt/So/Nd |
| ----- | --- | ----------------------------------------------------------------------------- | ----------------- |
| 721   | Tannenhof, Gothaer Weg – In den Kötten – Brandshof – Eller Kamp – Schlesische Straße – Ellerstraße – Düsseldorf Hbf – Pempelforter Straße – Münsterstraße / Feuerwache – Bankstraße – Nordfriedhof – Flughafen Terminal |                                                                               | 20/20/20          |
| 722   | Eller, Vennhauser Allee – Eller – Siedlung Freiheit – Reichenbacher Weg – Posener Straße – Schlesische Straße – Ellerstraße – Düsseldorf Hbf – Pempelforter Straße – Schloss Jägerhof – Venloer Straße – Klever Straße – Bankstraße – Nordfriedhof – Stockumer Kirchstraße – Messe / Congreßcenter (- Stadthalle) |                                                                               | 20/20/15          |
| 723   | Eller Mitte – Herborner Weg – Werstener Dorfstraße – Uni-Kliniken – Merowingerplatz – Aachener Platz – Volmerswerther Straße – Uedesheimer Straße – Düsseldorf, Südfriedhof |                                                                               | 30/60/60          |
| 724   | Itter, Am Farnacker – Am Trippelsberg – Sportpark Niederheid – Paul-Thomas-Straße – Niederheid – Holthausen – Werstener Friedhofsstraße – IKEA Reisholz – Eller Süd – Eller Mitte – Schlesische Straße – Posener Straße – Dreherstraße – Schönaustraße – Gerresheim, Waldfriedhof |                                                                               | 20/30/30          |
| 725   | Hafen, Lausward – Plange Mühle – Franziusstraße – Rheinturm – Polizeipräsidium – Kirchplatz – Düsseldorf Hbf – Elisabethkirche – Kettwiger Straße – Höherweg – Fortunaplatz – Dieselstraße – Gerresheim, Dreherstraße |                                                                               | 10>20/30/30       |
| 726   | Volmerswerth, Volmerswerther Deich – Flehe – Aachener Platz – Völklinger Straße – Bilker Kirche – Franziusstraße – Rheinturm – Landtag/Kniebrücke – Altstadt, Maxplatz |                                                                               | 20/30/30          |
| 727   | Südpark – Werstener Dorfstraße – Reisholz, IKEA-Haupteingang – Reisholzer Bahnstraße – Reisholz | Kursuje od Pn – Czw od 10 do 21:30 i Pt od 10 do 22:30                        | 20/30/-           |
| 728   | Kaiserswerth, Kaiserpfalz – Klemensplatz – Schloss Kalkum – Angeraue – Duisburg-Rahm |                                                                               | 20/30/30          |
| 729   | Theodor-Heuss-Brücke – Nordfriedhof – Johannstraße – Höxterweg – Unterrath – ISS-Dome – Flughafen Bahnhof |                                                                               | 20/30/30          |
| 730   | Urdenbach, Südallee – Benrath, Krankenhaus – Benrath – Benrath, Marktplatz – Hassels, Kirche – Reisholz – Am Schönenkamp – Eller, Vennhauser Allee – Eller – Knuppertsbrück – Gerresheim – Torfbruchstraße – Staufenplatz – Mörsenbroicher Weg – Rath Mitte – Siedlung Kürtenstraße – Unterrath – Freiligrathplatz |                                                                               | 10/15/15          |
| 732   | Am Pflanzkamp – Eller, Vennhauser Allee – Eller Süd – Herborner Weg – Bingener Weg – Oberbilker Markt | Nie wszystkie kursy dojeżdżają do Am Pflanzkamp                               | 20/20/20          |
| 733   | Derendorf, St.-Vinzenz-Krankenhaus – Derendorf – Heinrichstraße – Mörsenbroicher Weg – Schlüterstraße / Arbeitsamt – Dreherstraße – Gerresheim, Rathaus – Gerresheim, Krankenhaus – Rotthäuser Weg – Am Püttkamp | Kursy według potrzeb do Hubbelrath                                            | 20/30/30          |
| 734   | Lierenfelder Straße – Ronsdorfer Straße – Höherweg – Morper Straße – Erkrath, Haus Morp – Erkrath |                                                                               | 60/60/60          |
| 735   | Südpark – Universität – Wersten West – Ickerswarder Straße – Eller Süd – Eller, Vennhauser Allee – Eller – Kikweg – Unterbach, Kirche – Am Zault – Erkrath, Neuenhausplatz | Pn – Pt na trasie Vennhauser Allee – Südpark takt 20 min.                     | 20>40/30/30       |
| 736   | Düsseldorf Hbf – Oberbilker Markt – Ronsdorfer Straße – Posener Straße – Gerresheim, Morper Straße / Eller |                                                                               | 20/60/–           |
| 737   | Düsseldorf Hbf – Oststraße – Wehrhahn-Center – Pempelforter Straße – Wehrhahn – Dieselstraße – Dreherstraße – Schönaustraße – Gerresheim – Knuppertsbrück – Kikweg – Unterbach, Kirche – Am Zault – Erkrath, Neuenhausplatz |                                                                               | 20/30/30          |
| 738   | Düsseldorf Hbf – Elisabethkirche – Kettwiger Straße – Höherweg – Fortunaplatz – Dieselstraße – Dreherstraße – Gerresheim, Krankenhaus – Düsseldorf, Rotthäuser Weg – Düsseldorf-Hubbelrath – Mettmann, Peckhaus – Mettmann-Zentrum – Mettmann, Jubiläumsplatz |                                                                               | 20/30/60          |
| 741   | Mettmann, Kaldenberger Weg – Jubiläumsplatz – Mettmann-Zentrum – Neanderthal – Erkrath-Hochdahl – Hochdahler Markt – Kemperdick – Hilden, Kleef – Gabelung – Hilden Süd – Hilden, Südfriedhof |                                                                               | 30/60/60          |
| 742   | Haan, Carl-Barth-Straße – Thienhaus – Windhövel – Haan, Markt – Krankenhaus – Nordstraße – Millrather Straße – Gruiten – Gruiten, Dorf – Mettmann, Potherbruch – Mettmann, Stadtwald – Mettmann, Jubiläumsplatz |                                                                               | 60/60/60          |
| 743   | Erkrath – Stadthalle – Neanderthal – Mettmann Zentrum – Mettmann, Jubiläumsplatz |                                                                               | 60/60/60          |
| 745   | Mettmann, Rudolf-Diesel Straße – Mettmann Zentrum – Mettmann-Stadtwald – Mettmann, Kölnische Straße – Wuppertal-Hahnenfurth – Dornap, Postamt – Wieden, Schleife – Tesche – Vowinkel Bf – Wuppertal-Vohwinkel, Schwebebahn |                                                                               | 30/60/60          |
| 746   | Mettmann, Stadtwald – Mettmann, Jubiläumsplatz – Seibelstraße – Mettmann, Obernötzbach – Wülfrath, Stadtmitte – Wülfrath, Rathaus – Ellenbeek/Zeittunnel – Wülfrath-Kocherscheidt – Velbert, Tönisheide Mitte – Berliner Straße – Willy-Brandt-Platz – Velbert, Schwanenstraße |                                                                               | 20/30/30          |
| 747   | Velbert, Putschenholz – Willy-Brandt-Platz – Postamt – Zur Sonnenblume – Velbert, Hülsenbusch – Wülfrath-Flandersbach – Prangenhaus – Wülfrath, Stadtmitte – Wülfrath, Sporthalle | Linia obsługiwana wraz z Busverkehr Rheinland GmbH                            | 60/60/60>120      |
| 748   | Mettmann, Jubiläumsplatz – Siedlung Kaldenberg – Mettmann, Benthausen – Ratingen-Homberg, Kirchfeldstraße – Dorfstraße – Oberheide – Mettmann, Oberschwarzbach – Mettmann, Fliethe – Wülfrath, Stadtmitte |                                                                               | 60/60/60          |
| 749   | Düsseldorf, Kaiserpfalz – Klemensplatz – Schloss Kalkum – Ratingen, Kaiserswerther Straße – Sandstraße – Ratingen, Stadion – Ratingen Mitte – Ratingen Ost – Ratingen, Balcke-Dürr-Allee – Schwarzbachtal – Mettmann, Hassel – Siedlung Kaldenberg – Jubiläumsplatz – Mettmann Zentrum – Mettmann, Stadtwald |                                                                               | 20/60/60          |
| 751   | Düsseldorf, Kaiserpfalz – Klemensplatz – Schloss Kalkum – Angermund – Ratingen, Am Kreuz – Lintorf, Rathaus – Lintorf, Friedhof – Hösel |                                                                               | 20/30/60          |
| 752   | Düsseldorf Hbf – Oststraße – Jacobistraße – Münsterstraße / Feuerwache – Derendorf – Heinrichstraße – Neu-Lichtenbroich – Ratingen, Breslauer Straße – Dieselstraße – Im Rott – Kaiserswerther Straße – Annastraße – Lintorf, Rathaus – Am Löken – Lintorf, Friedhof – Mülheim, Stooter Straße – Lehnerfeld – Feldmann – Schloss Broich – Mülheim Stadtmitte – Mülheim Hbf                                                                                          | Linia obsługiwana wraz z Mülheimer Verkehrsgesellschaft GmbH                  | 60/60/120         |
| 753   | Ratingen Mitte – Freiligrathring – Blauer See – Krummenweg – Ratingen, Kahlenbergsweg – Mülheim, Stooter Straße – Lehnerfeld – Klostermarkt – Mendener Brücke – Oppspring – Mülheim-Heißen, Kirche | Linia obsługiwana wraz z Mülheimer Verkehrsgesellschaft GmbH                  | 60/120/120        |
| 754   | Düsseldorf Hbf – Oststraße – Jacobistraße – Münsterstraße/Feuerwache – Derendorf – Heinrichstraße – Neu-Lichtenbroich – Ratingen, Breslauer Straße – Dieselstraße – Im Rott – Kaiserswerther Straße – Annastraße – Lintorf, Rathaus – Am Löken – Lintorf, Siemensstraße |                                                                               | 60/60/60          |
| 756   | Theodor-Heuss-Brücke – Nordfriedhof – Bankstraße – Münsterstraße/Feuerwache – Derendorf, St.-Vinzenz-Krankenhaus – Derendorf – Heinrichstraße – Vogelsanger Weg – Ratingen, Dieselstraße – Im Rott – Gerhart-Hauptmann-Straße (>) / Kaiserswerther Straße (<) – Annastraße (<) – Tiefenbroich, Friedhof |                                                                               | 30/–/–            |
| 757   | Ratingen Ost – Freiligrathring – Ratingen Mitte – Stadion – Sandstraße – Gerhart-Hauptmann-Straße – Annastraße – Kaiserswerther Straße – Im Rott – Dieselstraße – Ratingen, Erfurter Straße |                                                                               | 20>40/30/60       |
| 758   | Theodor-Heuss-Brücke – Nordfriedhof – Bankstraße – Münsterstraße/Feuerwache – Derendorf, St.-Vinzenz-Krankenhaus – Derendorf – Heinrichstraße – Vogelsanger Weg – Ratingen, Dieselstraße – Im Rott – Gerhart Hauptmann-Straße (<) / Kaiserswerther Straße (>) – Annastraße (>) – Tiefenbroich, Friedhof |                                                                               | 30/–/–            |
| 759   | Flughafen Bahnhof – Ratingen, Gothaer Straße – Dieselstraße – Breslauer Straße – Europaring – Ratingen Mitte – Ratingen Ost |                                                                               | 20/30/30          |
| 760   | Düsseldorf, Roßpfad – Wittlaer – Schloss Kalkum – Klemensplatz – Kaiserpfalz – Lohausen, Kirche – Freiligrathplatz – Flughafen Terminal A/B/C – Eckenerstraße – Unterrath – Neu-Lichtenbroich – Ratingen, Gothaer Straße – Ratingen West, Dieselstraße |                                                                               | 20/30/30          |
| 761   | Ratingen Mitte – Schmiedestraße – Ratingen Ost – Waldfriedhof – Homberg, Dorfstraße – Ratingen-Homberg, Kirchfeldstraße |                                                                               | 30/60/60          |
| 770   | Velbert, Christuskirche – Postamt (>) – Willy-Brandt-Platz – Zur Sonnenblume – Heiligenhaus-Hetterscheid – Heiligenhaus Rathaus (>) – Höseler Platz (>) – Mahnmal (<) – Unterstadt (<) – Oberilp – Unterilp – Hösel | Linia obsługiwna wraz z Busverkehr Rheinland GmbH                             | 20/30/30          |
| 771   | Velbert, Christuskirche – Postamt – Zur Sonnenblume – Heiligenhaus-Hetterscheid – Heiligenhaus, Rathaus (>) – Höseler Platz (>) – Mahnmal (<) – Unterstadt (<) – H’Haus-Hofermühle – Ratingen-Homberg, Dorfstraße – Waldfriedhof – Ratingen Ost – Schmiedestraße – Ratingen Mitte | Linia obsługiwana wraz z Busverkehr Rheinland GmbH                            | 30/60/60          |
| 772   | Essen, Kettwiger Markt – Kettwig-Stausee – Essen, Fachklinik Rhein/Ruhr – Heiligenhaus, Abtsküche – Heiligenhaus, Rathaus (>) – Höseler Platz (>) – Mahnmal (<) – Unterstadt (<) – Oberilp – Heiligenhaus, Unterilp |                                                                               | 60/60/120         |
| 773   | Ratingen Mitte – Schmiedestraße – Ratingen Ost – Freiligrathring – Blauer See – Hösel |                                                                               | 60/60/60          |
| 774   | Essen, Kettwiger Markt – Heiligenhaus, Zur Quelle – Isenbügel Bf – Oberilp – Unterstadt (>) – Mahnmal (>) – Höseler Platz (<) – Heiligenhaus, Rathaus (<) – Abtsküche – Velbert, Klinikum Niederberg |                                                                               | 60/120/120>180    |
| 775   | Rath – ISS-Dome – Ratingen, Gothaer Straße – Dieselstraße – Breslauer Straße – Europaring – Ratingen Mitte – Ratingen Ost |                                                                               | 60/–/–            |
| 776   | Flughafen Bahnhof – Neu-Lichtenbroich – Unterrath – Siedlung Kürtenstraße – Rath Mitte – Heinrichstraße – Mörsenbroich, Mercedesstraße |                                                                               | 60/60/–           |
| 777   | Langenfeld-Götsche – Carl-Leverkus-Straße – Nordstraße – Immigrather Platz – Langenfeld, Stadtmitte – Langenfeld, Marktplatz – Berghausen – Langenfeld, Wasserski – Monheim, Hegelstraße – Stauffenbergstraße – BSM-Betriebshof – Hochschule Monheim – Monheim, Busbahnhof | Linia obsługiwana wraz z Monheim GmbH                                         | 20-30/60/60       |
| 778   | Benrath > Urdenbacher Allee > Garath , Ostseite > Garath , Westseite > Rostocker Straße > Orangerie > Benrath | Pn – Pt w godzinach szczytu co 10 min, Sb od 9 do 15 co 15 min                | 20/30/30          |
| 779   | Benrath > Urdenbacher Allee > Orangerie > Rostocker Straße > Garath , Westseite > Garath , Ostseite > Benrath | Pn – Pt w godzinach szczytu co 10 min, Sb od 9 do 15 co 15 min                | 20/30/30          |
| 780   | Heinrich-Heine-Allee (U) – Berliner Allee – Uni-Kliniken – Werstener Dorfstraße – Erkrath, Neuenhausplatz – Max-Planck-Straße – Kemperdick – Hatnitter Straße – Hochdahl, Schulzentrum – Hochdahler Markt |                                                                               | 20>60/60/60       |
| 781   | (Gerresheim, Krankenhaus – Gerresheim, Rathaus – Dreherstraße – Gerresheim – Knuppertsbrück – Kikweg – Unterbach, Kirche – Am Zault –) Erkrath, Neuenhausplatz – Hilden, Grünewald – Richard-Wagner-Straße – Nove-Mesto-Platz – Gabelung – Hilden Süd – Hilden, Erika-Siedlung | Pn – Pt tylko 4 kursy do Gerresheim                                           | 20/30/30          |
| 782   | Heinrich-Heine-Allee – Berliner Allee – Uni-Kliniken – Werstener Dorfstraße – Hilden, Grünewald – Gabelung – Hilden Süd – Hildorado – Trotzhilden – Solingen-Vogelpark – Ohligs, Markt (<) – Solingen Hbf |                                                                               | 20/30/30          |
| 783   | (Solingen Hbf – Ohligs, Markt (>) – Solingen-Vogelpark – Trotzhilden – Margarethenhof –) Gabelung – Nove-Mesto-Platz – Fritz-Gressard-Platz – Hilden – Kleinhülsen – Horster Allee – Hilden, Dorotheenheim |                                                                               | 20/30/60          |
| 784   | (Urdenbach, Südallee – Benrath, Krankenhaus –) Benrath – Hilden – Fritz-Gressard-Platz – Nove-Mesto-Platz – Gabelung – Hilden, Waldschenke – Haan, Waldfriedhof – Haan Bf – Haan, Markt – Nordstraße – Rheinische Straße – Haan, An der Schmitte – Wuppertal, Hammerwerk – Vohwinkeler Straße – Vohwinkel, Schwebebahn – Vohwinkel Bf | Sb – Nd kursy do Urdenbach                                                    | 20/30/30          |
| 785   | Heinrich-Heine-Allee – Berliner Allee – Uni-Kliniken – Werstener Dorfstraße – Am Schönenkamp – Reisholz – Hassels, Kirche – Hilden, Hülsen – Westring – Fritz-Gressard-Platz – Hilden Süd – Langenfeld, Zollhaus – Richrath, Kirche – Langenfeld, Rathaus – Marktplatz – Berliner Platz – Langenfeld |                                                                               | 20/30/30          |
| 786   | Erkrath-Hochdahl, Schulzentrum – Hochdahler Markt – Hochdahl, Jägerhaus – Haan, Kellertor – Hochdahler Straße – Haan Bf – Haan, Markt – Haan, Nachbarsberg |                                                                               | 30/60/60          |
| 787   | Langenfeld, Karl-Benz-Straße – Berghausen – Briefzentrum – Langenfeld, Carl-Leverkus-Straße |                                                                               | 60/60/60          |
| 788   | Paulsmühlenstraße – Benrather Marktplatz – Benrath – Corellistraße – Benrath, Krankenhaus – Monheim, Stauffenbergstraße – Hegelstraße (> Monheim, mona mare) – Monheim, Busbahnhof | W godzinach szczytu co 20 min, linia obsługiwana wraz ze Stadt Monheim GmbH   | 30/30/30          |
| 789   | (Am Falder –) Holthausen – Niederheid – Paul-Thomas-Straße – Benrath, Rathaus – Benrath – Orangerie – Rostocker Straße – Garath , Westseite – Hellerhof – Monheim, Stauffenbergstraße – Hegelstraße – Rheinpark – Busbahnhof – Monheim, Markt – Monheim, mona mare | Pn – Pt co godzinę do Am Falder, linia obsługiwana wraz ze Stadt Monheim GmbH | 20/30/30          |
| 790   | Langenfeld-Götsche – Annastraße – Am Schlangenberg – Richrath, Krankenhaus – Langenfeld, Rathaus – Langenfeld – Monheim, Busbahnhof – Monheim, Markt – Königsberger Platz – Monheim, Bayer-Landwirtschaftsforum | W godzinach szczytu co 20 min, linia obsługiwana wraz ze Stadt Monheim GmbH   | 30/60/60          |
| 791   | Solingen Hbf – Ohligs, Markt (>) – Solingen, Landwehr – Langenfeld, Immigrather Platz – Langenfeld, Rathaus – Langenfeld, Marktplatz – Langenfeld, Stadtmitte – Langenfeld – Monheim, Busbahnhof – Monheim, Markt – mona mare | Linia obsługiwana wraz ze Stadt Monheim GmbH                                  | 20/30/30          |
| 792   | Solingen Hbf – Ohligs, Markt (>) – Solingen-Vogelpark – Haan, Hülsberger Busch – Haan, Markt – Haan, Robert-Koch-Straße |                                                                               | 60/60/60          |
| 805   | Handweiser – Dominikus-Krankenhaus – Prinzenallee – Belsenplatz – Heinrich-Heine-Allee – Steinstraße – Düsseldorf Hbf – Oberbilker Markt – Lierenfelder Straße |                                                                               | 60(Pn-Czw)/–/60   |
| 806   | Düsseldorf Hbf – Oberbilker Markt – Lierenfelder Straße – Oberbilker Markt – Volksgarten – Auf’m Hennekamp – Am Steinberg |                                                                               | 60(Pn-Czw)/–/60   |
| 807   | Düsseldorf Hbf > Pempelforter Straße > Stockkampstraße > Derendorf, St.-Vinzenz-Krankenhaus > Rather Straße > Derendorf > Heinrichstraße > Johannstraße > Eckenerstraße |                                                                               | 60(Pn-Czw)/–/60   |
| 809   | Am Steinberg – Aachener Platz – Völklinger Straße – Bilker Kirche – Franziusstraße – Rheinturm – Stadttor – Landtag/Kniebrücke – Graf-Adolf-Platz – Heinrich-Heine-Allee – Golzheimer Platz (>) – Theodor-Heuss-Brücke (>) – Belsenplatz (<) – Niederkassel (<) – Theodor-Heuss-Brücke (<) – Nordfriedhof (<) – Messe Ost/Stockumer Kirchstraße – Freiligrathplatz – Lohauser Dorfstraße – Kaiserpfalz – Klemensplatz – Wittlaer                                    |                                                                               | 60(Pn-Czw)/–/60   |
| 810   | Eckenerstraße > Unterrath > Im Schlank > Unterrath, Kirche > Siedlung Kürtenstraße > Rath Mitte > Rather Broich > Schlüterstraße/Arbeitsagentut > Flingern > Kettwiger Straße > Ronsdorfer Straße > Lierenfelder Straße |                                                                               | 60(Pn-Czw)/–/60   |
| 812   | Düsseldorf Hbf – Wehrhahn – Brehmplatz – Heinrichstraße – Rath Mitte – Hubertushain |                                                                               | 60(Pn-Czw)/–/60   |
| 815   | Lierenfelder Straße – Lierenfeld, Betriebshof – Schlesische Straße – Eller Mitte – Eller, Vennhauser Allee – Deutzer Straße – Am Schönenkamp – Reisholz – Hassels, Kirche – Benrather Marktplatz – Urdenbacher Allee – Benrath – Benrath Btf |                                                                               | 60(Pn-Czw)/–/60   |
| 817   | Benrath Btf – Benrath – Urdenbacher Allee – Schloss Benrath – Niederheid – Holthausen – Werstener Dorfstraße – Oberilk / Philipshalle – Oberbilker Markt – Düsseldorf Hbf – Steinstraße – Heinrich-Heine-Allee |                                                                               | 60(Pn-Czw)/–/60   |
| 827   | Am Steinberg – Uni-Kliniken – Südpark – Universität – Neuss, Jagenbergstraße – Norfer Straße – Kruppstraße – Neuss-Norf – Im Taubental – Neuss, Sperberweg | Linia obsługiwana wraz z Busverkehr Rheinland GmbH                            | 30/60/60          |
| 828   | Belsenplatz – Niederkasseler Kirchweg – Am Seestern – Löricker Straße – Meerbusch, Deutsches Eck – Heilig-Geist-Kirche – Neuss, Bataverstraße – Gladbacher Straße – Wolkerstraße – Neuss Hbf – Niedertor – Zolltor – Neuss, Stadthalle | Linia obsługiwana wraz z Busverkehr Rheinland GmbH                            | 30/60/–           |
| 829   | Meerbusch, Haus Meer – Friedhof Büderich – Christuskirche – Am Wildpfad – Handweiser – Neuss, Am Kaiser |                                                                               | 60/–/–            |
| 830   | Meerbusch-Lank, Kirche – Uerdinger Straße – Hauptstraße – Auf der Gath – Haus Meer – Büderich, Kirche – Deutsches Eck – Düsseldorf, Handweiser – Neuss, Am Kaiser – Neuss Hbf – Neuss, Stadthalle |                                                                               | 20/30/30          |
| 831   | Meerbusch Haus Meer – Auf der Gath – Lank, Hauptstraße – Krefeld Rheinhafen – HVZ Uerdingen |                                                                               | 20/30/30          |
| 832   | Meerbusch-Lank, Kirche – Uerdinger Straße – Hauptstraße – Strümp, Gymnasium – Strümp, Kirche – Hoterheide – Osterrath Bf (>) – Seniorenzentrum Osterrath (>) – Meerbusch, Kaarster Straße |                                                                               | 20/30/30          |
| 833   | Belsenplatz – Heinsbergstraße – Strandbad Lörick – Löricker Straße – Böhlerstraße – Nikolaus-Knopp-Platz – Kopperstraße – Neuss, Am Kaiser |                                                                               | 20/30/60          |
| 834   | Düsseldorf Hbf – Elisabethkirche – Lindenstraße – Enger Straße – Ludwig-Beck-Straße – Heinrichstraße – Johannstraße – Nordfriedhof – Theodor-Heuss-Brücke – Niederkassler Kirchweg – Belsenplatz |                                                                               | 10/15/15          |
| 835   | Reisholz, In der Steele – Reisholz – Paul-Thomas-Straße – Niederheid – Holthausen – Itter – Himmelgeist – Universität – Merowingerplatz – Bilk – Kirchplatz – Landtag/Kniebrücke – Belsenplatz – Niederkassel, Comeniusplatz |                                                                               | 20/30/30          |
| 836   | Universität Süd – Merowingerplatz – Bilk – Kirchplatz – Landtag/Kniebrücke – Belsenplatz – Am Seestern |                                                                               | 20/30/30          |
| 839   | Meerbusch, Haus Meer – Auf der Gath – Strümp, Friedhof – Bösinghoven, Schule – Krefeld, Geismühle – Meerbusch-Ossum – Uerdinger Straße – Lank, Friedhof – Nierst, Kirche – Meerbusch, Haus Meer | Linia obsługiwana wraz z SWK MOBIL                                            | 30/60/60          |
| 863   | Nordfriedhof – Theodor-Heuss-Brücke – Am Seestern – Dominikus-Krankenhaus – Handweiser – Neuss, Römerstraße – Neuss-Neusserfurth |                                                                               | 60/60/–           |
| 891   | Eller, Vennhauser Allee – Eller – Strandbad Süd | Funkcjonuje od czerwca do sierpnia przy ładnej pogodzie                       | 30/30/30          |
| 896   | Flughafen Terminal – Messe | Kursuje tylko w czasie trwania targów, po wcześniejszym ogłoszeniu            | 30/30/30          |
| DL1   | Ratingen Ost > Freiligrathring > Ratingen Mitte > Europaring > Breslauer Straße > Dieselstraße > Im Rott > Kaiserswerther Straße > Annastraße > Tiefenbroicher Straße > Lintorf, Kirche > Lintorf, Rathaus > Am Löken > Motor Hotel > Mintarder Weg > Am Kessel > Hösel > Heiligenhaus, Unterilp > Oberilp > Unterstadt > Mahnmal > Hetterscheid > Ehemannshof > Heiligenhaus, Rathaus > Höseler Platz > Ratingen-Homberg, Dorfstraße > Waldfriedhof > Ratingen Ost | Linia nocna                                                                   | 60(pt)/60/–       |
| DL3   | Solingen-Ohligs, Bahnstraße/Gateway > Solingen Hbf > Ohligs, Markt > Solingen, Tränke > Langenfeld, Bismarckstraße > Carl-Leverkus-Straße > Richrath, Kirche > Langenfeld, Rathaus > Stadtgarten > Langenfeld, Locher Straße | Linia nocna                                                                   | 60(pt)/60/–       |
| DL4   | Erkrath – Ten Ofen – Am Zault – Erkrath, Neuenhausplatz – Max-Planck-Straße – Hilden, Verwaltungsinstitut – Gabelung – Hilden Süd | Linia nocna                                                                   | 60(pt)/60/–       |
| DL5   | Hilden Süd – Gabelung – Krankenhaus – Margarethenhof – Trotzhilden – Haan Bf – Haan, Markt – Stadtbad – Nordstraße – Haan, Rheinische Straße | Linia nocna                                                                   | 60(pt)/60/–       |
| DL6   | Mettmann, Stadtwald – Mettmann-Zentrum – Mettmann, Rathaus – Peckhaus – Siedlung Kaldenberg – Mettmann, Jubiläumsplatz | Linia nocna                                                                   | 60(pt)/60/–       |
| O1    | Haan, Sinterstraße – Gruiten – Thienhaus – Nordstraße – Stadtbad – Haan, Markt – Haan, Windhövel |                                                                               | 20/30/60          |
| O3    | Hilden, Verwaltungsinstitut / Hilden, Köbener Straße – Furtwänglerstraße – Nordfriedhof – Hilden – Fritz-Gressard-Platz – Gewerbepark Süd – Karnaper Straße – Hilden, Erika-Siedlung |                                                                               | 20/30/30          |
| O5    | Erkrath – Stadthalle – Hochdahler Straße – Neanderbad – Hochdahl – Trills – Hochdahler Markt – Hatnitter Straße – Stolls – Erkrath-Millrath | Linia obsługiwana wraz z Busverkehr Rheinland GmbH                            | 20/30/30          |
| O6    | Erkrath, Haus Brück – Stadthalle – Erkrath – Ten Ofen – Am Zault – Erkrath, Neuenhausplatz – Max-Planck-Straße – Kempen, Schule – Trills – Hochdahler Markt – Hochdahl, Schulzentrum – Eschenweg – Erkrath-Millrath | Linia obsługiwana wraz z Busverkehr Rheinland GmbH                            | 20/30/60          |
| O10   | Mettmann-Metzkausen, Kantstraße – Siedlung Kaldenberg – Jubiläumsplatz – Mettmann Zentrum – Am Schnabel – Mettmann, Stadtwald |                                                                               | 20/30/30          |
| O11   | Mettmann, Hasselbeckstraße – Hassel – Metzkausen, Schule – Peckhaus – Mettmann Zentrum – Mettmann Stadtwald / Mettmann, Friedhof Lindenheide |                                                                               | 60/60/60          |
| O12   | Mettmann-Metzkausen, Ratinger Straße – Hassel – Siedlung Kaldenberg – Posener Straße – Ruhrstraße – Neanderthal |                                                                               | 60/60/60          |
| O13   | Mettmann, Stadtwald – Mettmann Zentrum – Mettmann, Rathaus – Ruhrstraße – Posener Straße – Mettmann, Jubiläumsplatz |                                                                               | 20/30/30          |
| O14   | Ratingen, Am Kessel – Mintarder Weg – Krummenweg – Hösel (TaxiBus) |                                                                               | 60/60/60          |
| O15   | Ratingen Ost – Hegelstraße – Auf der Aue – Evangelisches Krankenhaus – Hauser Ring – Ratingen Mitte – Industriestraße – Schmiedestraße – Ratingen Ost |                                                                               | 20/30/30          |
| O16   | Ratingen, Am Kessel – Mintarder Weg – Motor Hotel – Am Löken – Lintorf, Rathaus – Lintorf, Kirche – Tiefenbroicher Straße – Stadion – Ratingen Mitte – Freiligrathring – Ratingen Ost |                                                                               | 20/30/60          |
| O17   | Heiligenhaus, Dorfkrug > Unterstadt > Mahnmal > Am Siepen > Ehemannshof > Heiligenhaus, Rathaus > Höseler Platz > Heiligenhaus, Dorfkrug |                                                                               | 30/60/60          |
| O19   | Ratingen, Fliedner-Krankenhaus – Am Sägewerk – Am Löken – Lintorf, Rathaus – Lintorf, Kirche – Ratingen, Ulenbroich (TaxiBus) |                                                                               | 60/60/60          |
| SB50  | Rheinterrasse – Heinrich-Heine-Allee – Berliner Allee – Uni-Kliniken – Werstener Dorfstraße – Haan, Kellertor – Dieker Straße – Windhövel – Haan, Markt – Haan, Bettina-von-Arnim-Straße | Linia szkolna                                                                 | 20>30>60/60/60    |
| SB51  | Flughafen Bahnhof – Lichtenbroich Quartier – Flughafen Terminal A/B/C – Nordfriedhof – Theodor-Heuss-Brücke – Meerbusch-Büderich, Landsknecht – Büderich, Kirche – Kaarst, Broicherseite – Neusser Straße – Kaarster Bf | Linia szkolna                                                                 | 30>60/60/–        |
| SB55  | Düsseldorf Hbf – Oststraße – Jacobistraße – Münsterstraße/Feuerwache – Derendorf – Heinrichstraße – Lintorf, Rathaus – Am Löken – Lintorf, Siemensstraße | Linia szkolna                                                                 | 20–40>60/60/–     |
| SB68  | Mettmann, Jubiläumsplatz – Mettmann, Stadtwald – Mettmann, Kölnische Straße – Wuppertal-Hahnenfurth – Dornap, Postamt – Wieden, Schleife – Wuppertal Hbf | Linia szkolna                                                                 | 60/60/–           |
| NE1   | Düsseldorf Hbf – Jacobistraße – Münsterplatz – Spichernplatz – Johannstraße – Eckenerstraße – Unterrath – Neu-Lichtenbroich | Linia nocna pospieszna                                                        | 60(pt)/60/–       |
| NE2   | Düsseldorf Hbf – Uhlandstraße – Schlüterstraße/Arbeitsagentur – Rather Broich – Rath Mitte – Unterrath | Linia nocna pospieszna                                                        | 60(pt)/60/–       |
| NE3   | Düsseldorf Hbf – Heinrich-Heine-Allee – Wehrhahn – Brehmplatz – Heinrichstraße (>) – Rath Mitte (>)– Wilhelm-Raabe-Straße (<) – Oberrath | Linia nocna pospieszna                                                        | 30(pt)/30/–       |
| NE4   | Düsseldorf Hbf > Heinrich-Heine-Allee > Wehrhahn > Schlüterstraße/Arbeitsagentur > Auf der Hardt/Rheinische Kliniken > Schönaustraße >Morper Straße > Fortunaplatz > Ronsdorfer Straße > Düsseldorf Hbf | Linia nocna pospieszna. W przeciwną stronę NE5                                | 60(pt)/60/–       |
| NE5   | Düsseldorf Hbf > Langenberger Straße > Ronsdorfer Straße > Fortunaplatz > Torfbruchstraße > Dreherstraße > Gerresheim, Rathaus > Gerresheim, Krankenhaus > Auf der Hardt/Rheinische Kliniken > Schlüterstraße/Arbeitsagentur > Wehrhahn > Heinrich-Heine-Allee > Charlottenstraße/Oststraße > Düsseldorf Hbf | Linia nocna pospieszna. W przeciwną stronę NE4                                | 60(pt)/60/–       |
| NE6   | Düsseldorf Hbf > Oberbilker Markt > Bingener Weg > Dillenburger Weg > Eller Süd > Vennhauser Allee > Eller > Hürthstraße > Kikweg > Unterbach, Kirche > Am Zault > Uni-Kliniken > Berliner Allee > Düsseldorf Hbf | Linia nocna pospieszna                                                        | 60(pt)/60/–       |
| NE7   | Düsseldorf Hbf > Charlottenstraße/Oststraße > Heinrich-Heine-Allee > Graf-Adolf-Platz > Bilk > Merowingerplatz > Uni-Kliniken > Universität > Holthausen > Niederheid > Reisholz > Hassels, Kirche > Benrath > Benrath Btf > Südallee > Benrath, Krankenhaus > Schloß Benrath > Holthausen > Itter, Friedhof > Universität > Uni-Kliniken > Bilk > Kirchplatz > Heinrich-Heine-Allee > Charlottenstraße/Oststraße > Düsseldorf Hbf                                  | Linia nocna pospieszna                                                        | 30(pt)/30/–       |
| NE8   | Düsseldorf Hbf – Helmholtzstraße – Kirchplatz – Polizeipräsidium – Stadttor – Rheinturm – Franziusstraße – Bilker Kirche (>)– Völklinger Straße (>)– Volmerswerther Straße (>) – Volmerswerth, Hellriegelstraße | Linia nocna pospieszna                                                        | 30(pt)/30/–       |